# Alfred Rosenblatt
Alfred Rosenblatt (ur. 22 czerwca 1880 w Krakowie, zm. 7 lipca 1947 w Limie) – polski matematyk zajmujący się także astronomią, przedstawiciel krakowskiej szkoły matematycznej.

## Życiorys
W 1898 Rosenblatt rozpoczął studia na Wydziale Budowy Maszyn Politechniki Wiedeńskiej, które kontynuował później Wydziale Filozofii Uniwersytetu Jagiellońskiego. Tamże obronił pracę doktorską pt. „O funkcjach całkowitych przestępnych”, napisaną pod kierunkiem Stanisława Zaremby. Spędziwszy rok na uniwersytecie w Getyndze, rozpoczął pracę na Uniwersytecie Jagiellońskim jako wykładowca matematyki. W 1912 habilitował się na podstawie rozprawy pt. „Sur certaines classes de surfaces algébriques irrégulières et sur les transformations birationnelles de ces surfaces en elles–memes”, która dotyczyła geometrii algebraicznej. Od 1920 profesor nadzwyczajny Uniwersytetu Jagiellońskiego. W 1936 dostał zaproszenie od Virgilia Rosalesa w Limie by wykładać na Uniwersytecie Świętego Marka. Nie mogąc nostryfikować swoich dyplomów w Peru, uzyskał na nowo tytuły magistra i doktora na Uniwersytecie Świętego Marka, z którym pozostał związany do końca życia.
Był autorem co najmniej 263 prac matematycznych oraz ponad 40 prac dotyczących astronomii oraz historii nauki oraz krótszych raportów. Pisał prace po polsku, hiszpańsku, niemiecku, włosku oraz francusku, które dotyczyły z geometrii, topologii, hydrodynamiki oraz mechaniki. W 1938 roku założył wespół z Godofredem Garcią Peruwiańską Akademię Nauk Naturalnych, Ścisłych i Fizycznych w Limie.
Najstarszy z pięciu synów Józefa Michała Rosenblatta, wykładowcy Uniwersytetu Jagiellońskiego pochodzącego z rodziny prawniczej oraz Klary Koppleman.